# 58084 Hiketaon
58084 Hiketaon è un asteroide troiano di Giove del campo troiano. Scoperto nel 1977, presenta un'orbita caratterizzata da un semiasse maggiore pari a 5,1969188 UA e da un'eccentricità di 0,1360053, inclinata di 7,95400° rispetto all'eclittica.
Dal 6 agosto al 10 settembre 2003, quando 64553 Segorbe ricevette la denominazione ufficiale, è stato l'asteroide denominato con il più alto numero ordinale. Prima della sua denominazione, il primato era di 55755 Blythe.
L'asteroide è dedicato a Icetaone, il senatore troiano che cercò di convincere Elena a tornare da Menelao per scongiurare la guerra di Troia.